# 1861 az irodalomban
Az 1861. év az irodalomban.

## Megjelent új művek
- Charles Dickens regénye, a Szép remények (Great Expectations) könyv alakban is megjelenik
- George Eliot regénye: Silas Marner, a raveloei takács története (Silas Marner: The Weaver of Raveloe)
- Charles Reade angol író: The Cloister and the Hearth (Oltár és tűzhely), Szerb Antal szerint „a kor legjobb történelmi regénye”[1]
- Fjodor Mihajlovics Dosztojevszkij: Megalázottak és megszomorítottak (Униженные и оскорблённые), az első fejezetek közlése
- Théophile Gautier: Le Capitaine Fracasse, történelmi regény
- A Goncourt fivérek második regénye: Sœur Philomène (Philoméne nővér)
- Balduin Möllhausen német író, több Egyesült Államok-beli expedíció résztvevőjének könyve: Der Halbindianer

### Költészet
- Megjelenik Zágrábban a bolgár Miladinov testvérek (Dimitar és Konsztantin) terjedelmes bolgár és macedón népköltészeti gyűjteménye: Bolgár népdalok (bolgár nyelven: Български народни песни, macedón nyelven: Бугарски народни песни);[2] tevékenységüket Josip Juraj Strossmayer horvát püspök támogatta
- Befejeződik a Friedrich Reinhold Kreutzwald által összeállított észt nemzeti eposz, a Kalevipoeg második, bővített és átdolgozott kiadása (1857–1861)
- Andrej Sládkovič szlovák költő, kritikus: Svätomartiniáda (Szentmártoniáda), patetikus költemény

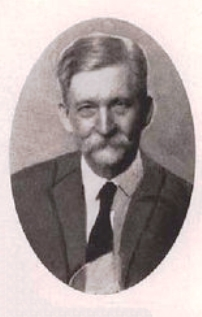
Ambrus Zoltán

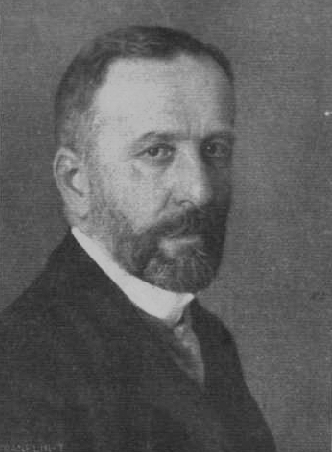
Négyesy László

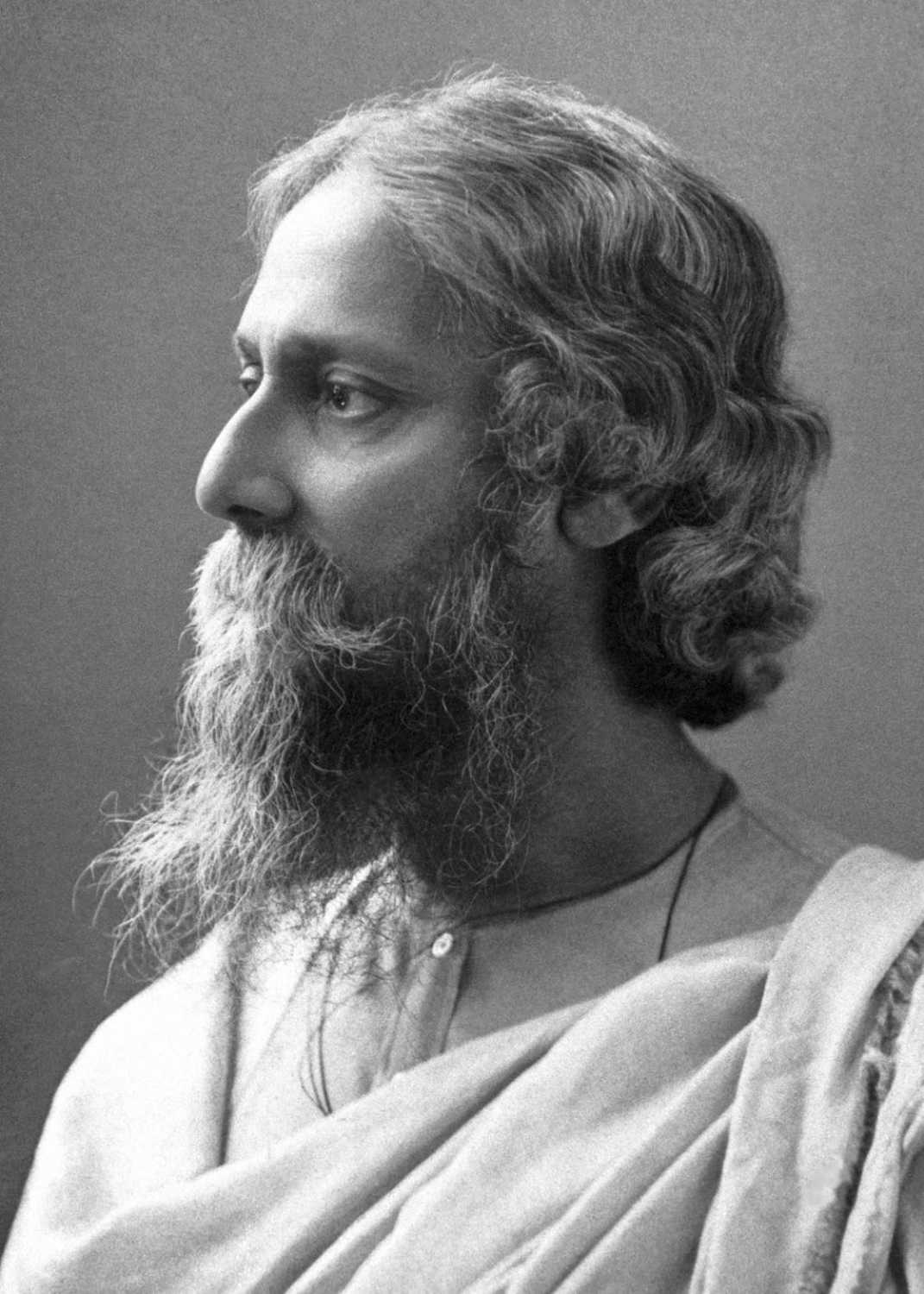
Rabindranáth Tagore

### Dráma
- Friedrich Hebbel dráma-trilógiája: Die Nibelungen (megjelenés és bemutató)

### Magyar nyelven
- Arany János verse: Vojtina ars poétikája
- Jósika Miklós önéletrajzi regénye: Egy magyar család a forradalom alatt (az író leghosszabb regénye, tíz kötet; Pest, 1861–1862)[3]
- Szász Károly műfordítás-kötete: Lírai áloék

## Születések
- február 22. – Ambrus Zoltán magyar író, kritikus, műfordító († 1932)
- március 6. – Négyesy László irodalomtörténész, esztéta († 1933)
- május 7. – Rabindranáth Tagore indiai költő, író, zeneszerző, festő, polihisztor, aki életművével átformálta az indiai régió irodalmát és zenéjét († 1941)
- december 26. – Kardos Albert irodalomtörténész († 1945)

## Halálozások
- január 12. – Václav Hanka cseh író, költő, filológus, szlavista nyelvész (* 1791)
- február 20. – Eugène Scribe francia színműíró (* 1791)
- március 10. – Tarasz Sevcsenko ukrán költő, író, festő (* 1814)
- március 14. – Szemere Pál magyar költő (*† 1785)
- június 29. – Elizabeth Barrett Browning, a viktoriánus korszak angol költőnője (* 1806)
- november 16. – Sárosi Gyula magyar költő (* 1816)
- november 30. – Theodor Mundt német író (* 1808)